# IC 162
IC 162 = Arp 228  ist eine Linsenförmige Galaxie vom Hubble-Typ S0 im Sternbild Fische auf der Ekliptik. Sie ist rund 234 Millionen Lichtjahre entfernt und hat einen Durchmesser von etwa 100.000 Lichtjahren. Möglicherweise bildet sie mit IC 161 ein gebundenes Paar, sicher ist, dass sie dem gleichen Galaxienhaufen angehören. Halton Arp gliederte seinen Katalog ungewöhnlicher Galaxien nach rein morphologischen Kriterien in Gruppen. Diese Galaxie gehört zu der Klasse Galaxien mit konzentrischen Ringen.
Entdeckt wurde das Objekt am 8. Januar 1891 vom US-amerikanischen Astronomen Lewis Swift.